# 万華鏡/UNLIMITED
「万華鏡/UNLIMITED」（まんげきょう/アンリミテッド）は相川七瀬26枚目かつ両A面シングル。2004年9月29日発売。

## 解説
「UNLIMITED」はアルバム『7 seven』収録曲「夏の日のコーラル」のタイトル・歌詞を変更した楽曲。

## 収録曲
作詞：相川七瀬　作曲：柴崎浩
1. 万華鏡
  - 編曲：小西貴雄

2017年に柴崎のセルフカバーが配信。柴崎にとって初の歌入れ楽曲リリース。
2. UNLIMITED
  - 編曲：柴崎浩・小池敦・岡野ハジメ

NHKデジタル衛星ハイビジョン『SAMURAI7』主題歌

## レコーディング参加
- 小西貴雄 - キーボード、プログラミング(#1)
- 柴崎浩 - ギター、ベース(#2)
- 高橋圭一 - ギター(#1)
- 沼沢尚 - ドラム(#1)
- 仁科かおり - コーラス(#1)

## 収録アルバム
万華鏡
- THE FIRST QUARTER
- NANASE AIKAWA BEST ALBUM "ROCK or DIE"（メモリアル盤のみ）

UNLIMITED
- SAMURAI7 オリジナルサウンドトラック（TVサイズバージョン）
- カオス上等!!誰得?俺得!avexレアニメソング・コレクション ガールズサイド